# Dimvár
Dimvár (1899-ig Dimburg, szlovákul Suchohrad, korábban Dimburk, németül Dimburg) község Szlovákiában, a Pozsonyi kerületben, a Malackai járásban.

## Fekvése
Malackától 13 km-re délnyugatra, a Morva bal partján fekszik.

## Története
1511-ben említik először.

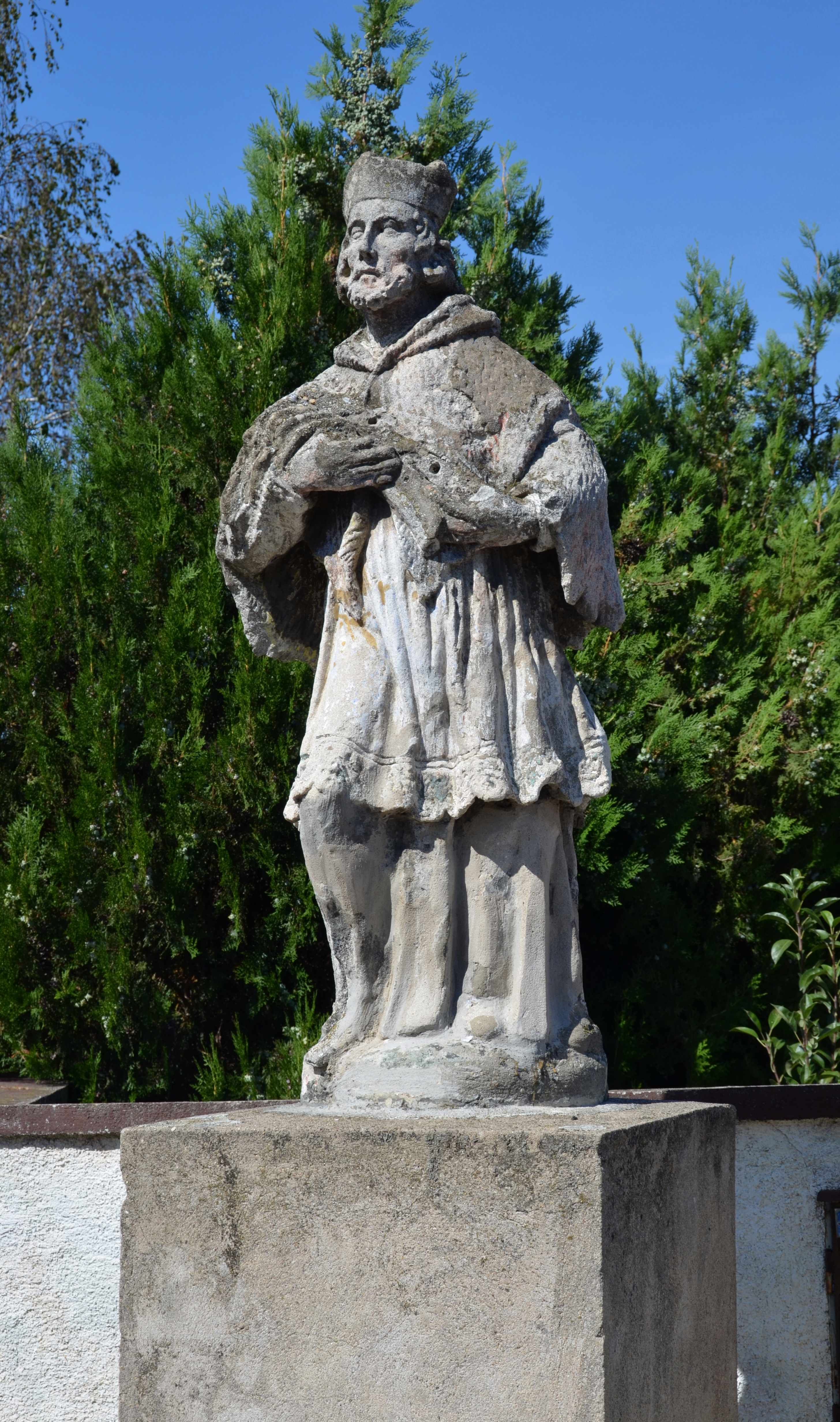
Nepomuki Szent János szobra

Vályi András szerint "DIMBURG. Direnberg. Tót falu Posony Vármegyében, földes Ura Gróf Pálfy Uraság, lakosai katolikusok, fekszik Morava, és Malina vizeknél, Magyarfalvának szomszédságában, mellynek filiája, Malaczkától egy mértföldnyire, határja középszerű, legelője, ’s halászattya meglehetős, piatza Posonban, és Bécsben, Károlyháza nevű pusztája is van, középszerű tulajdonságaihoz képest, második Osztálybéli."
Fényes Elek szerint "Dimburg, Pozson m. tót falu, közel a Morvához, Pozsonhoz 5 mfd. 458 kath., 16 zsidó lak., jó rozs termő földekkel, rétekkel, és derék erdővel. F. u. a gr. Pálffy familia. Ut. p. Malaczka."
A trianoni békeszerződésig Pozsony vármegye Malackai járásához tartozott.

## Népessége
| Év:            | 1994. | 2004.   | 2014.    | 2024.   |
| -------------- | ----- | ------- | -------- | ------- |
| Emberek száma: | 540   | 573     | 647      | 683     |
| Eltérés:       |       | +6,11 % | +12,91 % | +5,56 % |

| Év:            | 2023. | 2024.   |
| -------------- | ----- | ------- |
| Emberek száma: | 691   | 683     |
| Eltérés:       |       | -1,15 % |

1910-ben 841, túlnyomórészt szlovák lakosa volt.
2011-ben 617 lakosából 596 szlovák.